# Crocidura virgata
Crocidura virgata là một loài động vật có vú trong họ Chuột chù, bộ Soricomorpha. Loài này được Sanderson mô tả năm 1940.